# 無答案
無答案是香港歌手林家謙的單曲，於2024年2月16日由（TLP）數位發行，MV於2月19日推出，為林家謙2024年第1首單曲。

## 製作
無答案是林家謙一手包辦詞曲編製的單曲，歌曲的主旋律為升F大調/降G大調，每小節4拍，143BPM緩慢壓抑的節奏。他在電台訪談表示，創作靈感來自小林不動產，完成時間早於萬一你是個好人。對比小林不動產輕快的節奏，這首歌承接這句歌詞「夜晚躺平時另一種的空虛」。他認為在夜晚無法入眠是因為很多「如果」，而這些人生裡的「如果」找不到答案累積在心中，累積成了大量的空白，空白的無答案或許就是答案。在為這首歌填入歌詞的時候，林家謙正在經歷「心空」的時期，他曾在社群網站平台上分享「不知道在不安甚麼，也不懂或不想與任何人分享」的狀態；也在2023年度叱咤樂壇流行榜頒獎典禮站上頒獎台時，得獎感言裡說出了2023年一直在自我肯定與否定中輪轉。這首歌很大部分是最接近自己的人格特質的。歌曲的最後，林家謙加入了風鈴聲，延續歌詞的孤寂感。
MV的部分請來導演姚國禎執導，曾敬驊和張本渝主演，姚國禎用黑白的畫面，欲言又止地說了個遠去的人或情感。
這首單曲的詞入圍了第22屆CASH金帆音樂獎最佳歌詞獎，也是林家謙首度自填詞的作品被提名（最終未獲獎）。
2024年底發行的首張國語專輯隱形色收入這首歌，由李焯雄轉化為穩定單身中國語歌詞，從如果無答案的自問自答走到感情言不由衷的內心掙扎，放在專輯的第4首。

## 外部參考
- 馮月明. . TL關鍵評論. 2024-02-23  [2025-02-20]. （原始内容存档于2025-02-20） （中文）.